# Адріан Ленокс
Адріан Ленокс (англ. Adriane Lenox, нар. 11 вересня 1956) — американська актриса, яка досягла успіху завдяки своїм ролям на бродвейській сцені. В 2005 році виграла премії «Тоні» і «Драма Деск» за роль у п'єсі «Сумнів». Ленокс номінувалась на «Тоні» і «Драма Деск» знову в 2014 році за виступ у мюзиклі After Midnight.

## Життєпис
Адріан Ленокс народилась у місті Мемфісі, штат Теннессі, та закінчила коледж у Джексоні, перш ніж перебратись до Нью-Йорку.
З середини 1980-х років вона з'явилась у багатьох постановках як на Бродвеї, так і за його межами. 
У 2000-х, Ленокс вирішила розширити сферу свої діяльності, з'явилась на телебаченні у «Закон і порядок», «Закон і порядок: Спеціальний корпус», «Помадні джунглі», «Студія 30» і «Схватка». На великому екрані вона отримала ролі другого плану в таких фільмах: «Стогін чорної змії» (2006), «Мої чорничні ночі» (2007), «Невидима сторона» (2009), «Учень чаклуна» (2010), «Червоні вогні» (2012) і «Дворецький» (2013).

## Фільмографія
| Рік       |   | Українська назва                    | Оригінальна назва                 | Роль                    |
| --------- | - | ----------------------------------- | --------------------------------- | ----------------------- |
| 2021      | с | Вбивства в одній будівлі            | Only Murders in the Building      | Роберта                 |
| 2020      | ф | Синці                               | Bruised                           | Енджел Макквін          |
| 2019      | ф | 21 міст                             | 21 Bridges                        | Вонетта Девіс           |
| 2019      | ф | Кровн-Гайтс                         | Crown Heights                     | Ґрейс                   |
| 2016—2018 | с | Шлях                                | The Path                          | Фелісія                 |
| 2016      | с | Мільярди                            | Billions                          | місіс Захер             |
| 2015      | с | Шибайголова                         | Marvel's Daredevil                | Доріс Уріх              |
| 2015      | с | Медсестра Джекі                     | Nurse Jackie                      | епізодична роль         |
| 2014—2017 | с | Чорний список                       | The Blacklist                     | Ревен Райт              |
| 2014      | ф | Аффлюенца                           | Affluenza                         | Вокер, професорка       |
| 2014      | ф | Близнюки                            | The Skeleton Twins                | Лінда Ессекс            |
| 2014      | ф | Кохання-дивна річ                   | Love is Strange                   | Прінціпа                |
| 2014      | с | Незабутнє                           | Unforgettable                     | Ронда                   |
| 2013      | ф | Дворецький                          | The Butler                        | Джина                   |
| 2012      | ф | Лола проти                          | Lola Versus                       | професорка              |
| 2012      | ф | Червоні вогні                       | Red Lights                        | Ріна                    |
| 2011—2012 | с | Сутичка                             | Damages                           | Енджел Авроро           |
| 2011—2012 | с | 30 потрясінь                        | 30 Rock                           | Шеррі                   |
| 2010      | ф | Учень чаклуна                       | The Sorcerer's Apprentice         | місіс Алґар             |
| 2009      | ф | Невидимий бік                       | The Blind Side                    | Деніз Огер              |
| 2007      | ф | Мої чорничні ночі                   | My Blueberry Nights               | Сенді                   |
| 2007      | ф | Стогін чорної змії                  | Black Snake Moan                  | Роуз Вудс               |
| 2007      | ф | Елвін та бурундуки                  | Alvin and the Chipmunks           | ветеринар               |
| 2001      | с | Закон і порядок: Спеціальний корпус | Law & Order: Special Victims Unit | Альва Тейт              |
| 2000      | с | Третя зміна                         | Third Watch                       | місіс Фелдер            |
| 1999      | с | Закон і порядок                     | Law & Order                       | Майра Воррен            |
| 1987      | ф | Назавжди, Лулу                      | Forever, Lulu                     | дівчина у стриптизклубі |